# Чикаго блекхокси
Чикаго блекхокси (енгл. Chicago Blackhawks) су амерички хокејашки клуб из Чикага. Клуб утакмице као домаћин игра у Јунајтед центру капацитета 19.717 места. Такмиче се у Националној хокејашкој лиги (НХЛ).

## Историја
Клуб се такмичи у Централној дивизији Западне конференције. Боја клуба је црвена, црна и бела.
Чикаго је основан 1926. године. Клуб је до сада освојио шест Стенли купова. Прву титулу Блекхокси су освојили 1934. године, а исти успех су поновили 1938. године. Шездесете године прошлог века су биле успешне за клуб. Освојена је титула 1961. године, а Чикаго је 1962 и 1965. године играо финале.
Чикаго је 1991/92 освојио Президент трофеј као најбољи тим регуларног дела. У сезони 1991/92 играли су финале. У сезони 2009/10, после четрдесет и девет година освојена је четврта титула. У финалу су савладани Филаделфија флајерси 4:2 у победама. 
Пети Стенли куп је дошао након победе над Бостон бруинсима у сезони 2012/13, након шест утакмица, а исте сезоне је освојен и други Президент трофеј. Још један Стенли куп је освојен у сезони 2014/15, када је опет након шест утакмица, Чикаго овај пут био бољи од Тампа Беј лајтнингса.  

## Трофеји
- Национална хокејашка лига (НХЛ):
  - Првак (6) : 1933/34, 1937/38, 1960/61, 2009/10, 2012/13, 2014/15

- Западна конференција:
  - Првак (4) : 1991/92, 2009/10, 2012/13, 2014/15.

- Централна дивизија:
  - Првак (16) : 1969/70, 1970/71, 1971/72, 1972/73, 1975/76, 1977/78, 1978/79, 1979/80, 1982/83, 1985/86, 1989/90, 1990/91, 1992/93, 2009/10, 2012/13, 2016/17.

- Президент трофеј:
  - Првак (2) : 1990/91, 2012/13.